# 築造
| ウィキペディアには「築造」という見出しの百科事典記事はありません（タイトルに「築造」を含むページの一覧/「築造」で始まるページの一覧）。 代わりにウィクショナリーのページ「築造」が役に立つかもしれません。 |